# Steven Jerome Pienaar

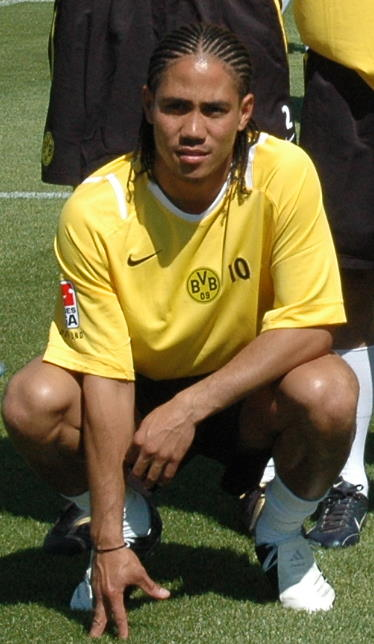
Pienaar a Dortmund

Steven Jerome Pienaar (Johannesburg, 17 de març, 1982) és un exfutbolista sud-africà que jugava com a centrecampista.
Ha jugat al Ajax Cape Town, del seu país natal, i posteriorment a Europa, a Ajax Amsterdam, Borussia Dortmund i Everton FC.
Debutà amb la selecció de Sud-àfrica el 2002 amb una victòria per 2 a 0 davant Turquia.

## Estadístiques
| Temp.   | Club              | Competició         | Partits | Gols |
| ------- | ----------------- | ------------------ | ------- | ---- |
| 2008/09 | Everton FC        | Premier League     | 15      | 2    |
| 2007/08 | Everton FC        | Premier League     | 28      | 2    |
| 2006/07 | Borussia Dortmund | Fußball-Bundesliga | 25      | 0    |
| 2005/06 | AFC Ajax          | Eredivisie         | 15      | 2    |
| 2004/05 | AFC Ajax          | Eredivisie         | 24      | 4    |
| 2003/04 | AFC Ajax          | Eredivisie         | 16      | 3    |
| 2002/03 | AFC Ajax          | Eredivisie         | 31      | 5    |
| 2001/02 | AFC Ajax          | Eredivisie         | 8       | 1    |
| 2000/01 | Ajax CT           | PSL                | 11      | 1    |
| 1999/00 | Ajax CT           | PSL                | 13      | 5    |
|         |                   | Total              | 186     | 24   |